# 内子駅
内子駅（うちこえき）は、愛媛県喜多郡内子町内子にある、四国旅客鉄道（JR四国）の駅。高架駅となっており、全特急列車が停車する。
内子線を所属線とし、予讃線（新線）を加えた2路線が乗り入れている。当駅を境に伊予市方面が予讃線、伊予大洲方面が内子線と分かれているが、運転系統上は一体化されており、列車はすべて相互に直通するため、運用上は途中駅同様となっている。駅番号も共通化されており、U10となっている。駅看板は木製の板で「内子驛」と旧字体になっている。

## 歴史
- 1920年（大正9年）5月1日：愛媛鉄道内子線の駅として開業[3]。旧駅は、現在の内子自治センターがある場所[4]にあり（道路には旧駅があったことを示す石碑や案内板が置かれている）、行き止まりの終端駅であった。
- 1933年（昭和8年）10月1日：国有化[3]。
- 1971年（昭和46年）12月1日：貨物取扱廃止[3]。
- 1985年（昭和60年）3月14日：荷物扱い廃止[3]。
- 1986年（昭和61年）3月3日：予讃線新線の開業[5]と共に、旧駅から南西の現在地に移転[3]。同時に中間駅および特急列車の経由駅となり、また経由する全ての特急列車が停車するようになる。
- 1987年（昭和62年）4月1日：国鉄分割民営化により四国旅客鉄道に承継[3][5]。
- 2000年（平成12年）3月11日：改札口とホームを結ぶエレベーターが設置され、供用開始[6]。JR四国で初めての設置[6]。
- 2021年（令和3年）10月以降：みどりの券売機プラスの利用を開始[7]。みどりの窓口が営業を終了[7]。これにともない駅係員による対応時間の縮小や休業日（土休日や年末年始）が設けられる[7]。

## 駅構造

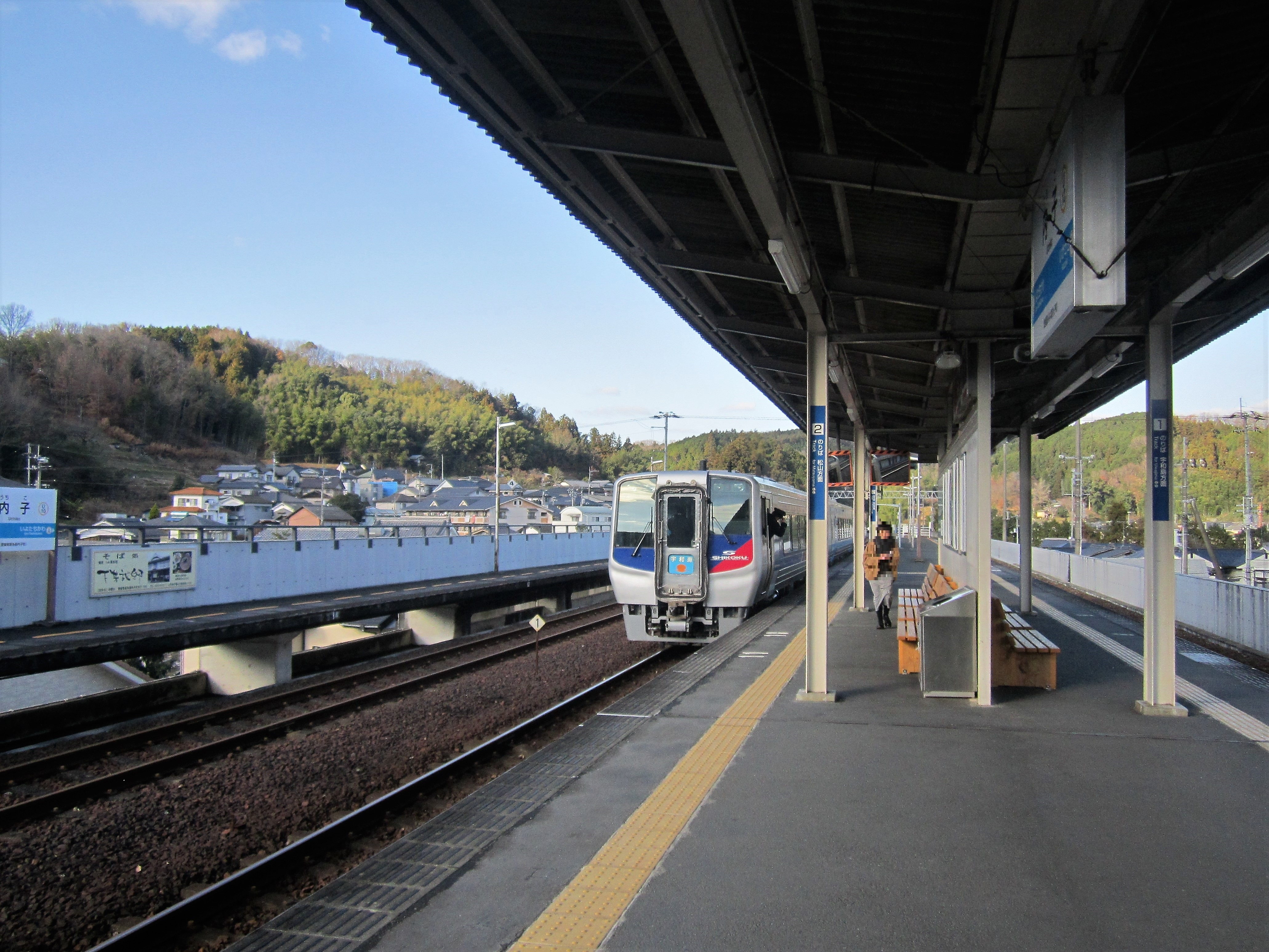
ホーム（2019年12月）

単式ホーム・島式ホーム混合の2面3線を有する高架駅。
島式ホーム東側が1番線、同西側が2番線、単式ホームが3番線である。基本的に島式ホームでの発着であり、特急列車は全て1番線、2番線から発着する。3番線は特急列車を待避する普通列車が使用する程度で、頻度は少ない。改札口と島式ホームにのみエレベーターが設置されている。
前後の分岐器は16番両開き（75キロ制限）で、通過列車を考慮しているが、現在まで定期通過列車は無い。
駅舎は高架下にあり和風のつくりである。駅舎は1階、ホームは3階である。中間の2階は踊り場となっている。
八幡浜駅管理の直営駅（早朝夜間係員不在）。みどりの券売機プラス設置駅、自動券売機もある。

### のりば
東側から以下の通り。
| のりば | 路線            | 方向 | 行先                         | 備考                      |
| ------ | --------------- | ---- | ---------------------------- | ------------------------- |
| 1      | ■内子線・予讃線 | 下り | 伊予大洲・八幡浜・宇和島方面 |                           |
| 2・3   | ■予讃線         | 上り | 伊予市・松山・高松・岡山方面 | 3番のりばは一部の普通のみ |

## 駅周辺

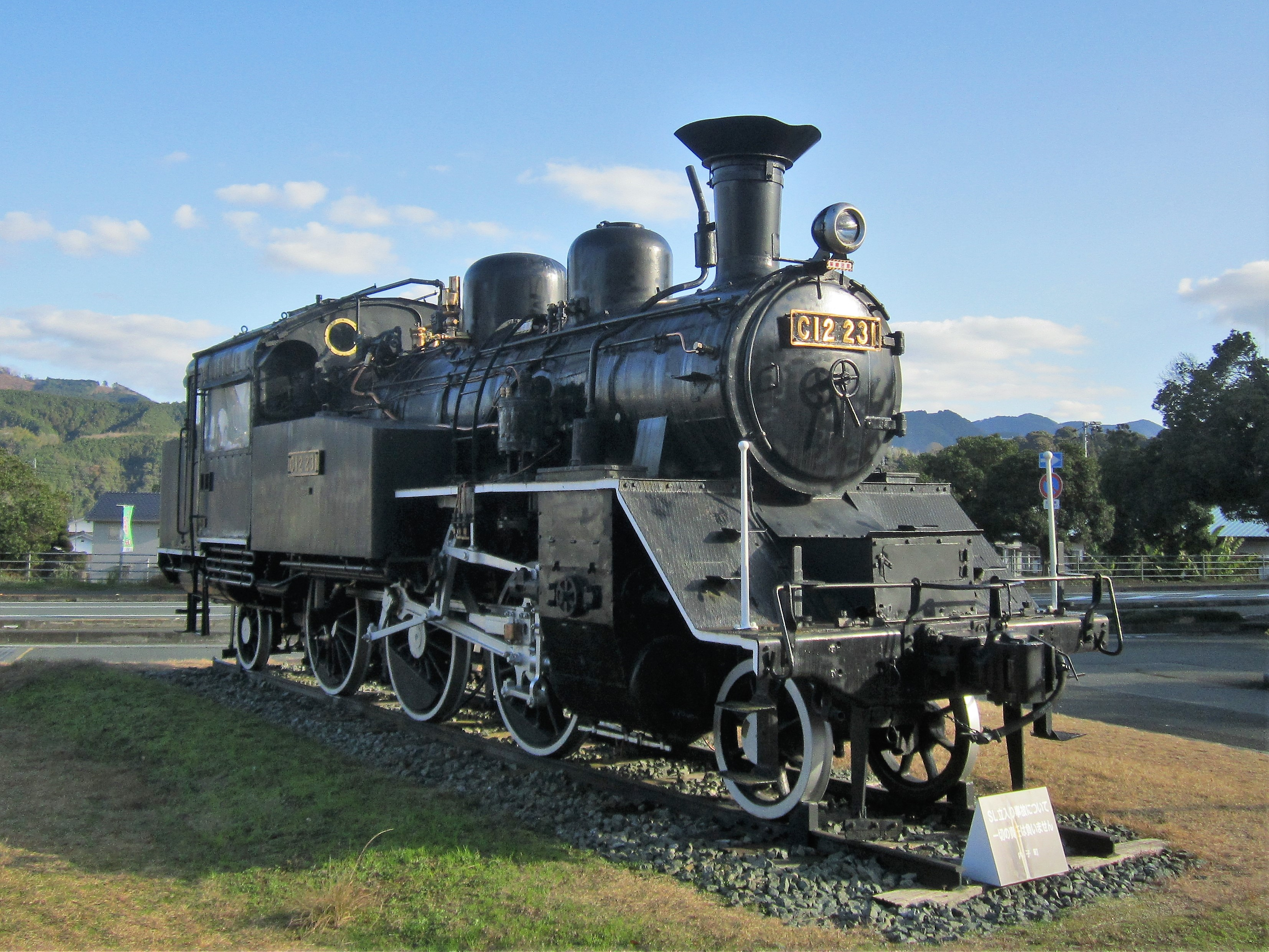
駅前に保存展示されている、C12 231号機（2019年12月）

駅前には蒸気機関車C12 231が保存展示されている。
内子地区
- 内子町役場内子分庁舎
- 内子自治センター
- 内子町図書情報館
- 内子郵便局
- フジ内子店
- 松山自動車道内子五十崎IC

五十崎地区
五十崎駅移転後、以下の施設は内子駅の方が距離が近くなった。
- 内子町役場本庁舎
- 五十崎凧博物館

## 隣の駅
※当駅に停車する特急「宇和海」の隣の停車駅は各列車記事を参照のこと。
四国旅客鉄道（JR四国）
■予讃線（新線）・内子線
伊予立川駅 (U09) - 内子駅 (U10) - 五十崎駅 (U11)
- 路線の名称は当駅から伊予立川方面が予讃線、五十崎方面が内子線となる。